# Mithat Şükrü Bleda

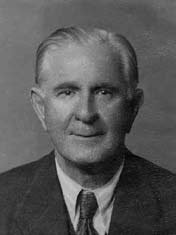
Bleda 1939

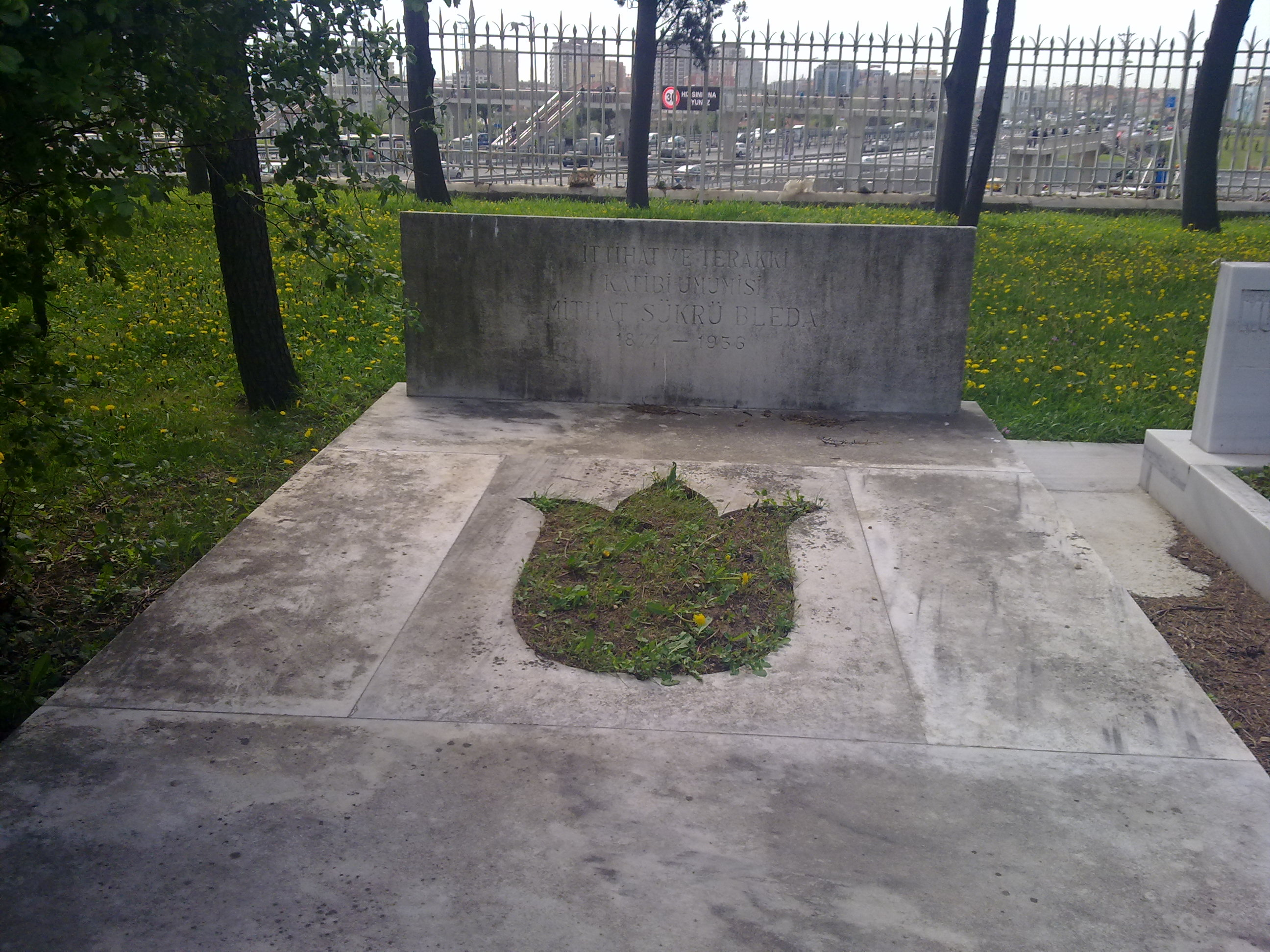
Grab Bledas am Abide-i Hürriyet

Mithat Şükrü Bleda (* 1874 in Thessaloniki, Vilâyet Saloniki; † 19. Februar 1956 in Istanbul) war ein jungtürkischer Politiker des Osmanischen Reiches und prominentes Mitglied des Komitees für Einheit und Fortschritt aus Makedonien.

## Leben
Mithat Şükrü Bleda wurde 1872 im osmanischen Thessaloniki geboren – heute in Griechenland. Er war Mitglied des Komitees für Einheit und Fortschritt (KEF), und dann der Hürriyet, und wurde bei den Wahlen zum osmanischen Abgeordnetenhaus 1908 für Serres ins Parlament gewählt. Bei den Wahlen von 1912 wurde er für Drama und  bei der Wahl 1914 für Burdur in die Abgeordnetenkammer gewählt.
Mithat Şükrü Bleda war eine der führenden Persönlichkeiten in der Zweiten Verfassungsära des Osmanischen Reiches. Im Jahre 1915 wurde er Minister für Bildung. 1919 wurde er bei der Besetzung von Istanbul von der britischen Militärregierung ins Exil nach Malta gesandt. Im Zeitraum der Jahre 1935 bis 1950 war Mithat Şükrü Bleda ein Mitglied der Großen Türkischen Nationalversammlung für die Provinz Sivas.
Er wurde auf dem Abide-i Hürriyet beigesetzt.